# Lyulyakeran
Lyulyakeran är en ort i Azerbajdzjan.   Den ligger i distriktet Lerik Rayonu, i den södra delen av landet, 220 km sydväst om huvudstaden Baku. Lyulyakeran ligger 1 280 meter över havet och antalet invånare är 578.
Terrängen runt Lyulyakeran är huvudsakligen kuperad, men österut är den bergig. Närmaste större samhälle är Lerik, 3,6 km norr om Lyulyakeran. 
Trakten runt Lyulyakeran består i huvudsak av gräsmarker. Runt Lyulyakeran är det ganska tätbefolkat, med 60 invånare per kvadratkilometer.